# Lenguas pérmicas
Las lenguas pérmicas son una de las dos ramas del grupo fino-pérmico de las lenguas urálicas. Se hablan al pie de los montes Urales, en Rusia occidental.

## Clasificación
Las lenguas pérmicas se dividen en dos grandes grupos:
- Komi, grupo muy heterogéneo que puede considerarse formado por varias lenguas:
  - Komi permio
  - Komi yazva
  - Komi ziriano
- Udmurto

## Descripción lingüística

### Fonología
El inventario fonológico del proto-pérmico se ha reconstruido como:
|                       |              | Labial | Alveolar | Alveolar | Post- alveolar | Palatal | Velar |
| Plain                 | Pal.         | Labial |          |          | Post- alveolar | Palatal | Velar |
| --------------------- | ------------ | ------ | -------- | -------- | -------------- | ------- | ----- |
| Oclusivas y Africadas | Sorda        | *p     | *t       | *tʲ      | *ʧ             | *ʨ      | *k    |
| Oclusivas y Africadas | Sonora       | *b     | *d       | *dʲ      | *ʤ             | *ʥ      | *ɡ    |
| Fricativas            | Sorda        |        | *s       | *sʲ      | *ʃ             |         |       |
| Fricativas            | Sonora       | *v     | *z       | *zʲ      | *ʒ             |         |       |
| Nasales               | Nasales      | *m     | *n       | *nʲ      |                |         | *ŋ    |
| Aproximantes          | Aproximantes | *w     | *l       | *lʲ      |                | *j      |       |
| Vibrantes             | Vibrantes    |        | *r       |          |                |         |       |

Este inventario consonántico se ha conservado casi sin cambios en las modernas lenguas pérmicas. Aunque en komi se han fusionado la *w original junto con /v/ y se han producido el cambio /*l/ → /v/ o /w/ en muchos dialectos. Mientras que en udmurto a principio de palabra se ha dado el cambio /*r/ → /d͡ʒ/. *ŋ se conservado solo en los dialectos udmurtos, habiendo pasado en el resto de variedades a /m/ (junto a vocales posteriores), a /n/ (junto a vocales centrales) y a /nʲ/ junto a vocales anteriores.
En las modernas lenguas pérmicas, pueden aparecer también las consonantes /f x t͡s/ en préstamos léxicos del ruso recientes.
La consonante *w era poco frecuente y solo aparecía a principio de palabra o tras *k inicial, generalmente se remonta a la diptongación de una vocal posterior cerrada. Una palabra anómala es el término para el numeral "seis", *kwatʲ, que en komi es la única palabra nativa con un grupo consonántico inicial.
Tanto el komi estándar y udumurto estándar tienen un sistema de siete vocales /i ɨ u e ə o a/. Aunque estos fonemas no se corresponden directamente en palabras relacionadas, para dar cuenta de las correspondencias el proto-pérmico requiere de vocales adicionales, en algunas propuestas se requirirían hasta 15 fonemas vocálicos en total. La reconstrucción del sistema vocálcio del proto-pérmico y su desarrollo a partir del proto-urálico tradicionalmente ha sido considerado un problema difícil, para el que existen varias propuestas diferentes. Existe acuerdo general en la existencia de dos series de vocales cerradas, una de las cuales da lugar a los modernos fonemas /i ɨ u/ en udmurto y komi estándar. La otra serie habría dado lugar en udmurto a /e ɨ u/  y en komi-ziriano a /e ə o/ (que  komi-yozio se corresponden con las vocales largas /iː ʉː uː/). No existe acuerdo general sobre qué diferenciaría a las dos series de vocales cerradas, para algunos autores sería la cantidad vocálica (*u, *uː), para otros la laxitud (*ʊ, *u) y para otros la abertura (*u, *o).

### Morfofonología
Las raíces nominales en lenguas pérmicas tienden a ser monosílabas e invariables con la forma canónica (C)VC. Las raíces de tipo CV, como en udmurto ву /vu/ o en komi ва /va/ "water", y las raíces de tipo (C)VCC, como en udmurto урт /urt/ o en komi орт /ort/ "soul", también son posibles. En udmurto, existe un número mayor de raíces bisílabas, la mayoría de la forma (C)VCɨ.
En las raíces nominales con grupos consonánticos finales, la segunda consonante se manifiesta solo cuando va seguida de una vocal en formas flexivas o derivativas:
| Grupo | Se acorta a | Ejemplo             |
| ----- | ----------- | ------------------- |
| -nm-  | -n          | сьин /sʲin/ "ojo"   |
| -pt-  | -p          |                     |
| -kt-  | -k          | кык /kɨk/ "2"       |
| -sk-  | -s          | мус /mus/ "hígado"  |
| -ʃk-  | -ʃ          | мыш /mɨʃ/ "espalda" |
El udumurto presenta una alternancia similar para un número de grupos de la forma consonante sonora+/m/, mientras que en komi-ziriano aparecen grupos de la forma consonante sonora+/j/.
La raíz verbal para "venir": udmurto лыкты- /lɨktɨ-/, komi локты- /loktɨ-/ también muestra la alternancia entre una /k/ simple por ejemplo en el imperativo (en udmurto esto solo se da en algunos dialectos).

### Comparación léxica
Los numerales en diferentes lenguas pérmicas son:
| GLOSA | Komi- permi | Komi- ziriano | Udmurto | PROTO- PÉRMICO |
| ----- | ----------- | ------------- | ------- | -------------- |
| '1'   | ɤtik        | etʲk~ɵtʲi     | odig    | *ɵtik < *ɵk-ti |
| '2'   | kɯk         | kɨk           | kɨk     | *kɨk           |
| '3'   | kuim        | kujim         | kuinʲ   | *kujim         |
| '4'   | nʲolʲ       | nʲolʲi        | nʲɨlʲ   | *nʲɨlʲ-        |
| '5'   | vit         | vit           | vitʲ    | *vit-          |
| '6'   | kvatʲ       | kvajt         | kuɑtʲ   | *kwatʲ         |
| '7'   | sʲizʲim     | sʲizʲim       | sʲizʲɨm | *sʲizʲɨm       |
| '8'   | kɯkjamɯs    | kɵkjamɨs      | tʲɑmɨs  | *kɨk-jamɨs     |
| '9'   | ɤkmɯs       | ɵkmɨs         | ukmɨs   | *ɵk-mɨs        |
| '10'  | das         | das           | dɑs     | (*das)         |
El morfema das es un préstamo del protoindoeuropeo *deḱm 'diez'.